# Royal Clipper
Royal Clipper är en femmastad fullriggare byggd 2000. Skeppet bär Luxemburgs flagga och ägs av rederiet Star Clippers i Monaco. 
Royal Clipper ägs av den svenska affärsmannen Mikael Krafft och har plats för 228 passagerare. Skrovet påbörjades 1990 i Gdansk åt kryssningsfartyget Gwarek. Ombyggnaden till segelfartyg leddes av konstruktören Zygmunt Choreń genom att bygga till den typiska fören och aktern av ett klipperskepp. Fartyget kompletterades på det nederländska varvet Merwede Shipyard BV. Drottning Silvia döpte fartyget i Monaco år 2000. Skeppet har en avsaltningsanläggning som kan producera 80 ton dricksvatten per dag genom omvänd osmos.